# Tinixtioca
Tinixtioca är en ort i Mexiko.   Den ligger i kommunen Zacatlán och delstaten Puebla, i den sydöstra delen av landet, 130 km nordost om huvudstaden Mexico City. Tinixtioca ligger 2 207 meter över havet och antalet invånare är 126.
Terrängen runt Tinixtioca är kuperad åt sydväst, men åt nordost är den bergig. Runt Tinixtioca är det ganska tätbefolkat, med 96 invånare per kvadratkilometer. Närmaste större samhälle är Huauchinango, 19,7 km norr om Tinixtioca. I omgivningarna runt Tinixtioca växer i huvudsak blandskog.